# 2038
2038 (MMXXXVIII) е обикновена година, започваща в петък според григорианския календар. Тя е 2038-та година от новата ера, тридесет и осмата от третото хилядолетие и деветата от 2030-те.
Съответства на:
- 1487 година по Арменския календар
- 6789 година по Асирийския календар
- 2989 година по Берберския календар
- 1400 година по Бирманския календар
- 2582 година по Будисткия календар
- 5798 – 5799 година по Еврейския календар
- 2030 – 2031 година по Етиопския календар
- 1416 – 1417 година по Иранския календар
- 1459 – 1460 година по Ислямския календар
- 4734 – 4735 година по Китайския календар
- 1754 – 1755 година по Коптския календар
- 4371 година по Корейския календар
- 2791 години от основаването на Рим
- 2581 година по Тайландския слънчев календар
- 127 година по Чучхе календара

## Събития
- Ще се проведе Световно първенство по футбол 2038.